# 川上盛司
川上盛司（1995年6月20日—），日本足球運動員，司職後衛，現效力伊拉瓦拉超級足球聯賽球隊臥龍崗聯 。

## 外部連結
- 日本職業足球聯賽中的川上盛司 （日語）
- Profile at Tochigi SC （页面存档备份，存于）
- Profile at Fujieda MYFC
- Soccerway資料庫：川上盛司